# Arte dei Fornai
L'Arte dei Fornai è stata una delle Arti Minori delle corporazioni di arti e mestieri di Firenze.

## Storia

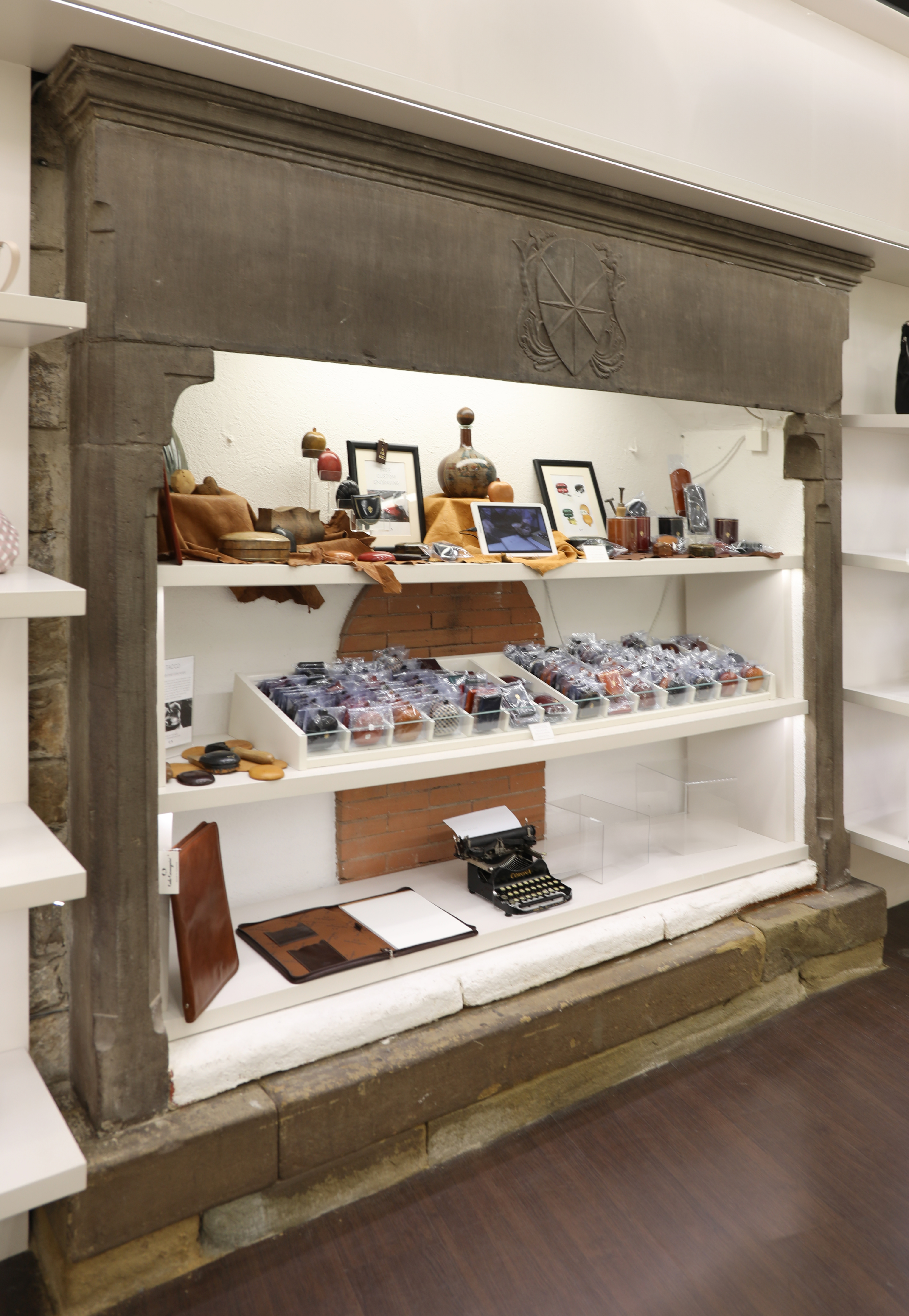
Camino con stemma dell'Arte in un ambiente dietro l'ex-chiesa di San Pier Scheraggio, probabilmente facente parte dell'antica sede dell'Arte

Un primo statuto pervenutoci risale al 1337. La prima sede di riunione fu nei pressi della chiesa di San Pier Scheraggio, in via della Ninna, probabilmente all'attuale numero 7 rosso, dove esiste ancora un caminetto antico con lo stemma dell'Arte.
Nel 1534 l'Arte dei Fornai entrò a far parte dell'Università di Por San Piero coi Beccai, Oliandoli e Pizzicagnoli, che era governata da sei consoli ed ebbe per protettore san Pietro; l'insegna adottata fu un leone rosso rampante su fondo oro con un giglio bianco nella branca destra elevata e la sede venne stabilita inizialmente nel palazzo dell'Arte dei Beccai; nel 1583, un nuovo decreto granducale accorpò questa università con quella dei Fabbricanti, che assunse la denominazione di "Università dei Fabbricanti e Por San Piero" e la residenza venne spostata sotto gli Uffizi, mantenendo la propria insegna.
Come le altre Arti, venne definitivamente soppressa da Pietro Leopoldo di Lorena nel 1770.

## Organizzazione interna
Il pane era alla base dell'alimentazione dell'Europa medievale, per questo la panificazione, anche a Firenze, rivestiva una notevole importanza. Il pane toscano, tradizionalmente senza sale fin da quando la guerra contro Pisa aveva imposto un embargo sul sale, veniva prodotto in pagnotte di circa sette once, e marcato col giglio fiorentino. Si usavano varie farine, prodotte nel contado o importate. La più pregiata era quella bianca, di grano tenero, che in tempo di carestia veniva mescolata alla crusca e ad altre farine meno pregiate, come orzo o segale. Le granaglie tipicamente vendute a Firenze erano di quattro tipi: il grano comunale, dai campi del circondario cittadino, il grano grosso per la produzione di grosse forme per l'alimentazione quotidiana, quello siciliano, d'importazione e usato soprattutto per lasagne e maccheroni, e quello detto calvello, di maggiore qualità, destinato alla clientela più ricca. I venditori di granaglie spesso trattavano anche le biade e i mangimi, per gli animali d'allevamento.
Mulini si trovavano lungo l'Arno, da Rovezzano fino alla zona di Ognissanti, alcuni dei quali esistono ancora, pur se trasformati in edifici civili, come quello del lungarno Colombo o il mulino di Sant'Andrea a Rovezzano.

## Membri illustri

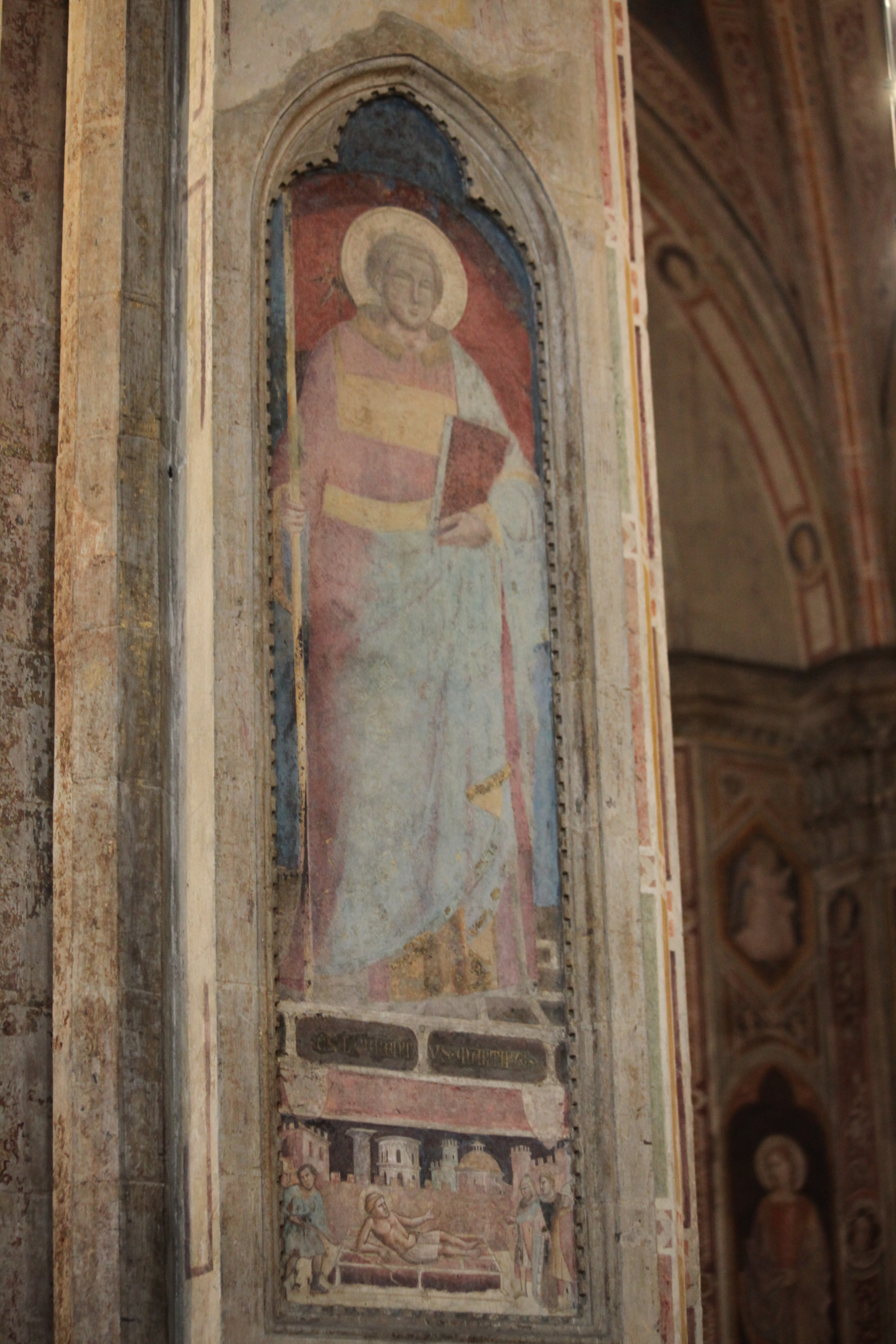
San Lorenzo di Taddeo Gaddi in Orsanmichele

Il Libro del Biadaiolo è un famoso codice miniato (1335 circa) sul testo dello Specchio Umano, un libro redatto da Domenico Lenzi, biadaiolo fiorentino, in cui si narra tutto il sapere legato al suo mestiere, riportando prezzi, tipologie di grani e biade, e rappresentando il tempo di abbondanza e di carestia, con la narrazione di alcuni eventi quali la carestia della fine degli anni venti del Trecento o l’alluvione del 1333.
Durante la carestia del 1346-1347 alcuni fornai sono ricordati per cattiva condotta: Marcaccio Bartalini di Rovezzano mischiò la poca farina restante col gesso, venendo condannato a una multa salata o alla pena di essere trascinato per tutta Firenze con un sacco di gesso appeso al collo; Simone Benenteni di San Lorenzo mischiò farina, crusca, gesso e segatura cercando di coprire il cattivo sapore col finocchio, ma venne scoperto e costretto a pagare una multa prima di essere cacciato dalla città.

## Patronati
La corporazione scelse san Lorenzo come proprio protettore, festeggiato il 10 agosto. Essi ebbero una nicchia in Orsanmichele, ma non riuscirono ad erigerci una statua per mancanza di fondi; al loro posto venne poi inserito il San Matteo dell'Arte del Cambio
I Fornai fecero poi decorare uno dei pilastri interni, con un affresco di Taddeo Gaddi.